# Provincia di Trujillo
La provincia di Trujillo è una provincia del Perù, situata nella regione di La Libertad.

## Geografia antropica

### Suddivisioni amministrative
È divisa in undici distretti:
- El Porvenir
- Florencia de Mora
- Huanchaco
- La Esperanza
- Laredo
- Moche
- Poroto
- Salaverry
- Simbal
- Trujillo (Trujillo)
- Víctor Larco Herrera

## Sindaco
- Daniel Marcelo Jacinto.